# 欧洲地球化学协会
欧洲地球化学协会（缩写EAG，也译为欧洲地球化学学会）是一个泛欧地球化学学术组织。

## 奖项
欧洲地球化学协会颁发的奖项有：
- 尤里奖章，是一个终生成就奖，表彰在职业生涯中对地球化学做出巨大贡献的科学家
- 科学创新奖
- 豪特曼斯奖，主要表彰35岁以下的科学家[2]
- 地球化学会士，与国际地球化学学会合办[1]

## 出版物
- Geochemical Perspectives，季刊
- Geochemical Perspectives Letters ，开放获取期刊
- Elements: An International Magazine of Mineralogy, Geochemistry, and Petrology，双月刊
- Chemical Geology，半月刊